# Conostylis deplexa
Conostylis deplexa är en enhjärtbladig växtart som beskrevs av John William Green. Conostylis deplexa ingår i släktet Conostylis och familjen Haemodoraceae. Inga underarter finns listade.